# Vanda Hădărean
Vanda Hădărean (Cluj-Napoca, Rumania, 3 de mayo de 1976) es una gimnasta artística rumana, subcampeona olímpica en 1992 en el concurso por equipos.

## Carrera deportiva
En el Mundial de Indianápolis 1991 gana el bronce en el concurso por equipos —tras la Unión Soviética y Estados Unidos—, siendo sus compañeras de equipo: Cristina Bontaş, Mirela Pasca, Lavinia Milosovici, Maria Neculita y Eugenia Popa.
En los JJ. OO. de Barcelona (España) 1992 gana la plata en equipo, tras el Equipo Unificado y por delante de Estados Unidos (bronce), siendo sus compañeras de equipo en esta ocasión: Cristina Bontaş, Gina Gogean, Mirela Pasca, Lavinia Miloşovici y Maria Neculiţă.